# شارلوت ماکگومو
شارلوت ماکگومو ماکسه (۷ آوریل ۱۸۷۱ – ۱۶ اکتبر ۱۹۳۹) یک رهبر مذهبی، فعال اجتماعی و سیاسی آفریقای جنوبی بود. او اولین زن سیاه‌پوست بود که در آفریقای جنوبی با مدرک لیسانس از دانشگاه ویلبرفورس، اوهایو در سال ۱۹۰۳ فارغ‌التحصیل شد و همچنین اولین زن آفریقایی بود که از یک دانشگاه آمریکایی فارغ‌التحصیل شد.

## اوایل زندگی
شارلوت ماکگومو مانیه در ۷ آوریل ۱۸۷۱ در گا-راموکوپا، لیمپوپو، آفریقای جنوبی به دنیا آمد و در فورت بوفورت، کیپ شرقی بزرگ شد. او دختر جان کوپ مانیه بود که پسر رئیس مودیما مانیه از قوم باتلوکوا و تحت ریاست رئیس ماما راموکوپا و آنا مانسی، زنی خوسا از فورت بوفورت بود. پدر مانیه مسئول راه‌ها و موعظه‌گر پروتستانی بود و مادرش معلم بود. پدربزرگ مانیه به عنوان مشاور کلیدی شاه باسوتوس خدمت می‌کرد. اندکی پس از تولد او، خانواده مانیه به فورت بوفورت نقل مکان کردند، جایی که پدرش در یک شرکت ساخت راه استخدام شد. جزئیات مربوط به خواهر و برادرهای مانیه مشخص نیست، اما او یک خواهر به نام کتی داشت که در فورت بوفورت متولد شد. تاریخ تولد مانیه مورد اختلاف است، با تاریخ‌های ممکن که از ۱۸۷۱، ۱۸۷۲ تا ۱۸۷۴ متغیر است. وزیر امور داخلی آفریقای جنوبی، نالدی پاندور، به این جزئیات از زندگی شارلوت ماکسه توجه ویژه‌ای کرد، اما هیچ سابقه‌ای یافت نشد. تاریخ ۱۸۷۱ نیز غالباً پذیرفته می‌شود زیرا با سن خواهر کوچکترش کتی، که در سال ۱۸۷۳ به دنیا آمده بود، تعارض ندارد.
در سن هشت سالگی، شارلوت مانیه تحصیلات ابتدایی خود را در یک مدرسه مبلغ مذهبی تحت تدریس کشیش آیزاک وواچوپ در یوآیتنهاگ آغاز کرد. او در هلندی و انگلیسی، ریاضیات و موسیقی بسیار برجسته بود. او ساعت‌های طولانی به تدریس همکلاسی‌های کم‌توان‌تر خود می‌پرداخت و اغلب موفقیت‌های بزرگی داشت. کشیش وواچوپ موفقیت‌های بسیاری از آموزش‌های خود را به او نسبت می‌داد، به خصوص در زمینه زبان‌ها. مهارت موسیقی او از سنین جوانی مشهود بود. در توصیف آواز شارلوت، کشیش هنری رید نگکاییا، یک وزیر کلیسای متحد و دوست خانوادگی، گفت: «او صدایی مانند فرشته‌ای در بهشت داشت.»
از یوآیتنهاگ، شارلوت به پورت الیزابت نقل مکان کرد تا در مدرسه ادوارد مموریال تحت تدریس مدیر مدرسه پل زینیوه تحصیل کند. او درخشش زیادی داشت و تحصیلات متوسطه خود را در مدت زمان رکوردشکنی به پایان رساند و بالاترین نمرات ممکن را کسب کرد. در سال ۱۸۸۵، پس از کشف الماس، شارلوت به همراه خانواده‌اش به کیمبرلی، کیپ شمالی، نقل مکان کرد.

## مسافرت‌های خارجی
پس از رسیدن به کیمبرلی در سال ۱۸۸۵، شارلوت شروع به تدریس مبانی زبان‌های بومی به مهاجران و زبان انگلیسی پایه به سرکارگران سیاه‌پوست آفریقایی کرد که در آن زمان به‌طور تحقیرآمیز «پسران رئیس» نامیده می‌شدند. شارلوت و خواهرش کتی در سال ۱۸۹۱ به گروه کر آفریقایی جوبیلی پیوستند. استعداد او توجه آقای ک.و. بام، یک استاد گروه کر محلی که یک گروه کر آفریقایی برای تور اروپا سازماندهی می‌کرد، را به خود جلب کرد. موفقیت فراگیر شارلوت پس از اولین اجرای انفرادی خود در تالار شهر کیمبرلی بلافاصله منجر به انتصاب او در عملیات گروه کر به مقصد اروپا شد که از بام توسط یک اروپایی به دست گرفته شد. گروه در اوایل سال ۱۸۹۶ کیمبرلی را ترک کردند و برای مخاطبان زیادی در شهرهای بزرگ اروپا اجرا کردند. اجراهای سلطنتی فرمانی، از جمله یکی در جوبیلی ۱۸۹۷ ملکه ویکتوریا در رویال آلبرت هال لندن، به شهرت روزافزون آن‌ها افزود. بر اساس اطلاعات فوروم فمینیستی آفریقایی، این دو زن به عنوان نوادر تلقی می‌شدند که این امر آن‌ها را ناراحت می‌کرد. در پایان تور اروپایی، گروه کر به آمریکای شمالی سفر کرد. گروه توانست تمام بلیط‌های سالن‌ها در کانادا و ایالات متحده را به فروش برساند.
در طول تور گروه کر در ایالات متحده، گروه توسط همراهشان در کلیولند رها شدند. اسقف دنیل ای. پین از کلیسای متدیست آفریقایی (AME) در اوهایو، یک مبلغ سابق در کیپ، اعضای کلیسا را سازماندهی کرد تا ماندن گروه رها شده در آمریکا را فراهم کنند. اگرچه گروه کر تمایل داشتند در دانشگاه هوارد حضور یابند، اما مجبور شدند به بورسیه کلیسا به دانشگاه ویلبرفورس، دانشگاه کلیسای AME در زینیا بسنده کنند. مانیه این پیشنهاد را پذیرفت. در دانشگاه، او تحت تدریس دابلیو. ئی. بی. دیو بویس، یک پان‌آفریقایی‌گرای برجسته، آموزش دید. با دریافت مدرک B.Sc از دانشگاه ویلبرفورس در سال ۱۹۰۳، او اولین زن سیاه‌پوست آفریقای جنوبی شد که مدرک دانشگاهی کسب کرد.